# Sean Avery
Sean Christopher Avery (* 10. April 1980 in Pickering, Ontario) ist ein ehemaliger kanadischer Eishockeyspieler, der im Verlauf seiner aktiven Karriere zwischen 1996 und 2012 unter anderem 608 Spiele für die Detroit Red Wings, Los Angeles Kings, Dallas Stars und New York Rangers in der National Hockey League auf der Position des linken Flügelstürmers bestritten hat. Während seiner Zeit in der NHL galt Avery als eine der berüchtigtsten „Pests“ des Eishockeys.

## Karriere
Sean Avery begann seine Karriere 1996 in der kanadischen Juniorenliga Ontario Hockey League bei den Owen Sound Platers, wo er zweieinhalb Jahre spielte. Danach spielte er in der OHL noch eineinhalb Jahre bei den Kingston Frontenacs. Da Avery nicht gedraftet wurde, unterschrieb er 1999 als Free Agent einen Vertrag bei den Detroit Red Wings. Im Herbst 2000 schloss er sich ihrem AHL-Farmteam, den Cincinnati Mighty Ducks, an.
In der Saison 2000/01 spielte er ausschließlich in der AHL und stach dort besonders durch sein körperlich hartes Spiel hervor. In 58 Spielen musste er insgesamt 304 Minuten auf der Strafbank verbringen. In der Saison 2001/02 kam er für die Red Wings 36 Mal zum Einsatz, die am Ende der Saison den Stanley Cup gewannen. Allerdings gehörte Avery in den Playoffs nicht zum Kader von Detroit. Nachdem er die Saison 2002/03 bei den Red Wings begonnen hatte, wurde er im März 2003 zu den Los Angeles Kings transferiert. Ab der sich anschließenden Saison hatte er einen festen Platz im NHL-Kader der Kings und führte die Liga mit 261 Strafminuten an. Außerdem konnte er mit 28 Punkten eine neue persönliche Bestleistung schaffen.

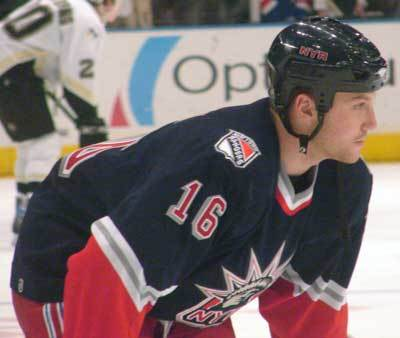
Sean Avery im Trikot der New York Rangers (2007)

Die NHL-Saison 2004/05 fiel wegen des Lockout aus, und Avery wechselte in die finnische SM-liiga zu den Pelicans Lahti, wo er aber nur zwei Spiele absolvierte, bei denen er drei Tore schoss und 26 Strafminuten kassierte. Er kehrte in die USA zurück und spielte den Rest der Saison in der United Hockey League für die Motor City Mechanics, wo zu diesem Zeitpunkt Stars wie Bryan Smolinski, Derian Hatcher, Chris Chelios und Kris Draper aktiv waren. In 16 Spielen holte Avery 26 Punkte und 149 Strafminuten. Außerdem erzielte er zwei Hattricks.
Indem sich Avery schon zuvor wenig Freunde gemacht hatte, weil er kein Blatt vor dem Mund nahm und Gegner auf dem Eis oft hart und nicht immer fair checkte, schlug er 2005/06 noch stärker über die Stränge. In einem Vorbereitungsspiel gegen die Phoenix Coyotes wurde Averys Teamkamerad Jeremy Roenick von Gegenspieler Denis Gauthier hart gecheckt, sodass Roenick eine Gehirnerschütterung davontrug. Avery äußerte sich danach negativ über Gauthier und die französischen Kanadier, wodurch er die franko-kanadischen Fans erboste. Wenig später soll Avery zudem in einem Spiel gegen die Edmonton Oilers den afrokanadischen Spieler Georges Laraque angeblich als „Affen“ bezeichnet haben. Im Laufe der Saison erhielt er außerdem eine Strafe in Höhe von 1.000 US-Dollar, da er in einem Spiel das Foul eines Gegenspielers vorgetäuscht hatte. Gegen Ende der Saison wurde er schließlich von den Los Angeles Kings suspendiert. Der Grund dafür soll eine Diskussion zwischen ihm und dem Assistenz-Trainer Mark Hardy gewesen sein, weil er sich weigerte, an einer Trainingsübung teilzunehmen. Dennoch war dies Averys erfolgreichste Saison mit 39 Punkten, und er führte mit 257 Strafminuten erneut die Liga an.
Im Sommer 2006 erhielt Avery einen neuen Ein-Jahres-Vertrag von den Los Angeles Kings, wurde aber im Februar 2007 zu den New York Rangers transferiert. In den letzten 29 Saisonspielen erzielte Avery noch acht Tore und bereitete zwölf Tore vor. Besonders in den Playoffs war er auf Grund seiner harten Spielweise für die Rangers ein wertvoller Spieler.
Im Sommer 2008 unterschrieb er schließlich einen Vierjahresvertrag über 15,5 Millionen US-Dollar bei den Dallas Stars. Am 2. Dezember 2008 wurde er wenige Stunden vor einem Spiel gegen die Calgary Flames suspendiert, nachdem er sich vor Vertretern der Presse abfällig über seine ehemalige Partnerin Elisha Cuthbert, die derzeitige Freundin von Gegenspieler Dion Phaneuf, geäußert hatte. Der Teambesitzer der Stars, Tom Hicks, distanzierte sich daraufhin in einer Pressemitteilung von Avery und unterstützte die Entscheidung der Liga. Auch aus Mannschaftskreisen kam scharfe Kritik, und einige Spieler äußerten sich gegenüber dem kanadischen Fernsehsender TSN dahingehend, dass Avery in der Mannschaft nicht mehr willkommen sei. Zwei Tage nach der Suspendierung entschuldigte sich Avery öffentlich und musste sich am selben Tag vor der Ligaleitung zu dem Vorfall äußern. Am 5. Dezember wurde er schließlich von der NHL für sechs Spiele gesperrt und ihm auferlegt, sich einer Aggressionsbewältigungs-Beratung zu unterziehen. Eine endgültige Entscheidung über die weitere Verfahrensweise der Mannschaftsverantwortlichen gegenüber Avery wurde am 14. Dezember bekannt gegeben: Sie erklärten, dass er nicht mehr zur Mannschaft zurückkehren werde und weitere Schritte bezüglich Averys Zukunft noch abgeklärt werden müssten.
Am 23. Februar 2022 wurde Avery von den Orlando Solar Bears aus der ECHL unter Vertrag genommen, aber bereits zwei Tage später ohne ein Spiel absolviert zu haben aus seinem Vertrag entlassen.

### Die„Sean-Avery-Regel“

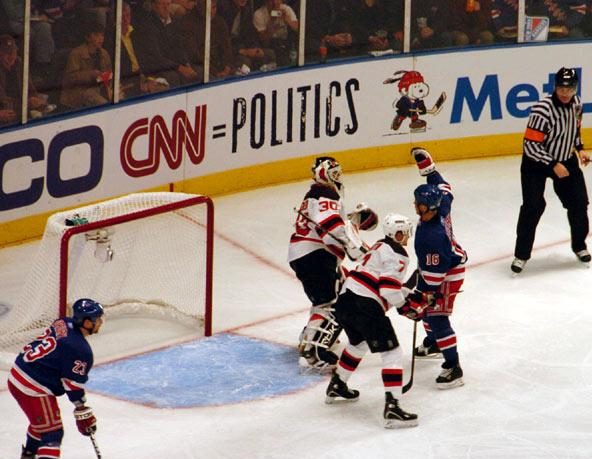
Avery nimmt Torhüter Martin Brodeur durch Gestikulieren die Sicht; Anlass für die „Sean-Avery-Regel“.

In der ersten Play-off-Runde der Saison 2007/08 in der Serie zwischen den New York Rangers und den New Jersey Devils zeigte Avery erneut, warum er von vielen Gegenspielern in der NHL auch als „Pest“ bezeichnet wird. Am 13. April 2008 praktizierte er eine völlig neue Taktik, dem gegnerischen Torhüter die Sicht zu versperren. Bei einer 5-gegen-3 Überzahl für sein Team ignorierte er den laufenden Spielbetrieb völlig und fing an, seine Hände und seinen Stock vor dem Gesicht von Martin Brodeur hin- und herzubewegen, um diesem so die Sicht auf den Puck und das Spielgeschehen zu behindern. Dieses Vorgehen wurde zwar von vielen Experten als unsportlich bezeichnet, war zu diesem Zeitpunkt jedoch nicht verboten, da er dabei genug Abstand vom Torhüter einhielt. Am Tag darauf erließ die NHL eine Änderung der „unsportsmanlike conduct“-Regel (unsportliches Verhalten), um solche Handhabungen, wie den von Avery ausgeführten, in Zukunft zu verhindern. Viele sprachen daher von der „Sean-Avery-Regel“. Der Vorfall führte unter anderem dazu, dass Brodeur sich nach dem Seriengewinn durch die Rangers weigerte, Avery die Hand zu schütteln.

### Abseits des Sports
- Sean Avery spielte im Film Maurice Richard, der die Geschichte des gleichnamigen Eishockeyspielers erzählt, eine kleine Nebenrolle. Er verkörperte Bob Dill.
- Er war längere Zeit mit Rachel Hunter liiert, ehe die sich 2005 von ihm trennte. Danach war er längere Zeit mit Elisha Cuthbert zusammen.
- Im April 2008 wurde bekannt, dass Avery im darauffolgenden Sommer eine Praktikantenstelle bei dem bekannten Modemagazin Vogue antreten würde. Damit übereinstimmend sind eigene Aussagen von ihm in Interviews, dass er nach seiner NHL-Karriere gerne weiterhin in der Modebranche arbeiten würde.[8] Ab dem 23. Juni 2008 editierte Avery als Gast auch Mensvogue.com, die Webseite der in den USA erscheinenden Men's Vogue.[9]

## Karrierestatistik
(Legende zur Spielerstatistik: Sp oder GP = absolvierte Spiele; T oder G = erzielte Tore; V oder A = erzielte Assists; Pkt oder Pts = erzielte Scorerpunkte; SM oder PIM = erhaltene Strafminuten; +/− = Plus/Minus-Bilanz; PP = erzielte Überzahltore; SH = erzielte Unterzahltore; GW = erzielte Siegtore; 1 Play-downs/Relegation; Kursiv: Statistik nicht vollständig)